# Торо-Муэрто

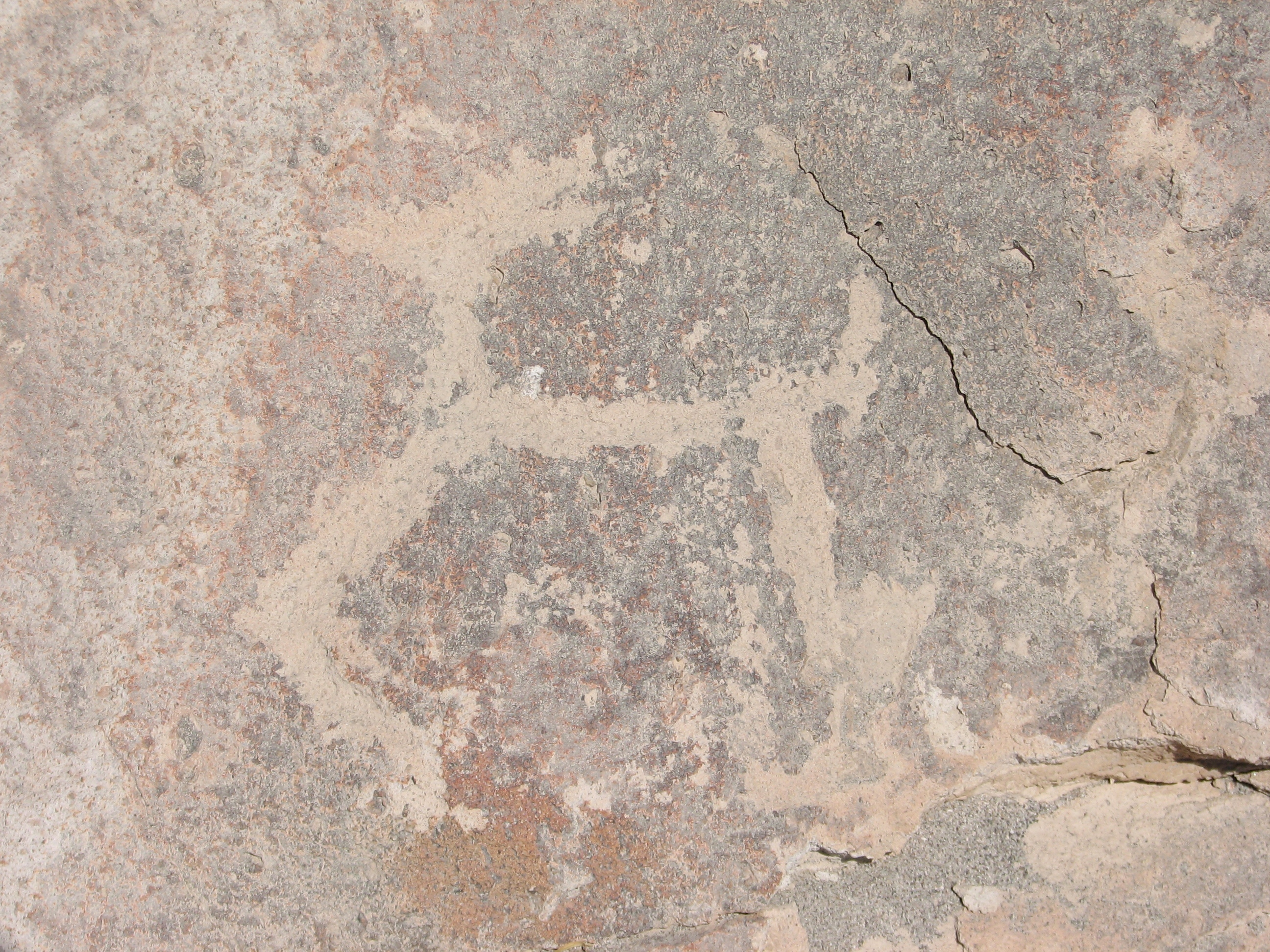
Изображение ламы

Петроглифы Торо-Муэрто — комплекс древних петроглифов на пустынном побережье Перу в провинции Кастилья в регионе Арекипа. Здесь обнаружено около 3000 вулканических камней с петроглифами, относящимися к культуре Уари VI-XII вв. н. э.

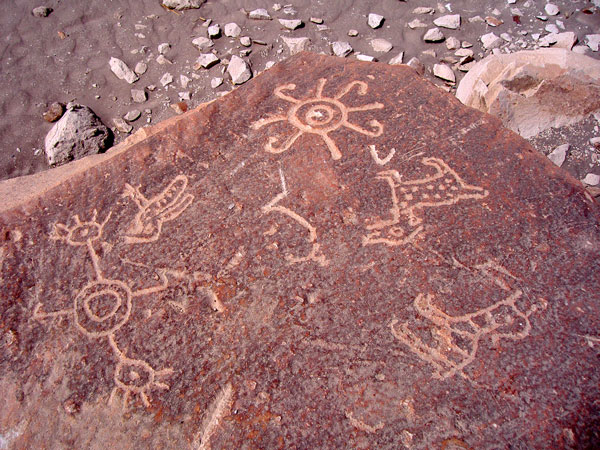
Петроглиф Торо-Муэрто